# クリスティアン (ブラウンシュヴァイク＝リューネブルク公)
クリスティアン（Christian, 1566年11月9日 - 1633年11月8日）は、ブラウンシュヴァイク＝リューネブルク公の1人で、リューネブルク侯（在位：1611年 - 1633年）。リューネブルク侯ヴィルヘルムと妃ドロテアの次男。エルンスト2世の弟、アウグスト1世、フリードリヒ4世、ゲオルクの兄。

## 生涯
1599年にミンデン司教に選ばれたが、1611年に兄のエルンスト2世が没し、後を継いだ。1617年に同族が治めていたグルベンハーゲン侯領を相続した。
三十年戦争ではシュレースヴィヒ＝ホルシュタイン＝ゴットルプ公フレゼリク3世と争ったが、1623年に領土をティリー伯に占領された。1629年に神聖ローマ皇帝フェルディナント2世がカトリック優位の復旧令（独: Restitutionsedikt）を発布するとこれに反発、プロテスタント陣営に加わるが1633年に死去。弟のアウグスト1世が後を継いだ。
| 爵位・家督         | 爵位・家督                       | 爵位・家督         |
| ------------------ | -------------------------------- | ------------------ |
| 先代 エルンスト2世 | リューネブルク侯 1611年 - 1633年 | 次代 アウグスト1世 |